# آل عبيدية
قرية آل عبيدية، إحدى قرى بني بشر القحطانية، وتتبع محافظة سراة عبيدة في منطقة عسير الواقعة جنوب المملكة العربية السعودية. يبلغ عدد سكانها حوالي ألفين نسمة.